# Rückenhain
Rückenhain ist ein Ortsteil der sächsischen Stadt Glashütte im Landkreis Sächsische Schweiz-Osterzgebirge.

## Geografie
Rückenhain liegt etwa zwei Kilometer östlich von Glashütte im Osterzgebirge. Der Ort liegt auf einem Berg oberhalb des Müglitztals.

### Nachbarorte
| Cunnersdorf | Schlottwitz                                 | Neudörfel    |
| Glashütte   | Kompassrose, die auf Nachbargemeinden zeigt | Berthelsdorf |
| Bärenhecke  | Dittersdorf                                 | Döbra        |

## Geschichte
Das Reihendorf Rückenhain war 1696 zum Amt Pirna gehörig und war ein Ortsteil von Dittersdorf. Im Jahr 1834 betrug die Fläche der Gemarkung 108 Hektar. Von 1856 bis 1875 gehörte Rückenhain dem Gerichtsamt Lauenstein an, danach der Amtshauptmannschaft Dippoldiswalde. Der Ort war nach Dittersdorf gepfarrt. 1952 wurde Rückenhain Teil des Kreises Dippoldiswalde, der 1994 in den Weißeritzkreis überging. Die Eingemeindung Dittersbachs und seiner Ortsteile Rückenhain Börnchen und Neudörfel erfolgte 1996. Rückenhain wurde im August 2008 Teil des aus Landkreis Sächsische Schweiz und Weißeritzkreis gebildeten Landkreises Sächsische Schweiz-Osterzgebirge.

### Entwicklung der Einwohnerzahl
| Jahr | Einwohnerzahl     |
| ---- | ----------------- |
| 1552 | 10 besessene Mann |
| 1764 | 9 besessene Mann  |
| 1834 | 60                |
| 1871 | 58                |
| 1890 | 68                |